# Dominic Savio Fernandes
Dominic Savio Fernandes (Bombaim, 29 de janeiro de 1954) é um prelado goês da Igreja Católica, atual bispo auxiliar de Bombaim.

## Biografia
Depois de se formar em Ciências na Universidade Civil de Mumbai, e de ter trabalhado alguns anos, completou os estudos de filosofia e teologia no St. Pius X College, Goregaon, como seminarista da Arquidiocese de Bombaim. Ele é bacharel em ciências pela Universidade de Bombaim, bacharel em filosofia pelo St. Pius X College e bacharel em teologia pelo St. Peter’s Pontifical Institute, de Bangalore.
Recebeu a ordenação presbiteral em 8 de abril de 1989, sendo incardinado para a Arquidiocese de Bombaim.
Depois de ordenado, entre 1989-1996, foi vigário paroquial da Paróquia Santo Estêvão, de 1996 a 1997, foi vigário paroquial da Paróquia Monte Carmelo, em Bandra, entre 1997 e 1999: licenciatura em direito canônico no St. Peter’s Pontifical Institute de  Bangalore; de 1999 a 2013, foi professor de direito canônico no Seminário Maior, de 1999 a 2002, Juiz do Tribunal Eclesiástico, entre 2000 e 2002, foi secretário do cardeal Ivan Dias, de 2001 a 2002, vice-chanceler da Arquidiocese. Entre 2002 e 2006, foi secretário da Comissão de Direito Canônico e Assuntos Legislativos da CCBI; de 2002 a 2013, foi chanceler da Arquidiocese. Foi também um dos três Membros da Comissão para a Reconciliação, bem como Membro do Conselho Curador do Apostolado do Serviço Social; de 2007 a 2013, foi Consultor Diocesano, de 2007 a 2010, vice-presidente do Conselho Presbiteral e de 2010 a 2013, seu Presidente.
Em 15 de maio de 2013, o Papa Francisco o nomeou bispo auxiliar da Arquidiocese de Bombaim, com a dignidade de bispo titular de Cozyla. Recebeu a ordenação episcopal em 29 de junho seguinte, na Igreja de São Miguel de Maim, do cardeal arcebispo de Bombaim, Oswald Gracias, coadjuvado pelo patriarca das Índias Orientais, Filipe Neri do Rosário Ferrão e pelo bispo auxiliar de Bombaim, Agnelo Rufino Gracias.
Atua como vigário episcopal para os Leigos, a Família e as Comissões Femininas. Ele também atende as vigararias do Sul de Mumbai, Andheri e Kurla.